# ジェラルド・アルブライト
ジェラルド・アルブライト（Gerald Albright、1957年8月30日 - ）は、アメリカ・カリフォルニア州ロサンゼルス出身のジャズ、フュージョンを中心に活動しているサックス奏者。アメリカ西海岸を代表するサックス奏者の一人。メインはサックスだが、他にキーボードやベース、プログラミングも用い、自身のバック・コーラスを取り入れている事もある。

## 略歴
初期の頃はピアノを演奏していたが、ピアノの先生からサックスを譲り受けたことをきっかけに、サックスの方へシフトしていく。大学時代はビジネスを専攻し、音楽を副専攻とした。ルイス・ジョンソンのコンサートに感銘を受け、ベース・ギターを手にしてもいる。卒業し、パトリース・ラッシェンのグループに加わる。彼女のヒット曲「Forget Me Not」のバックでサックスを演奏している。ツアー中メンバーのベーシストが離れたため、彼はベース・ギターとサックスの両方を演奏していた。
セッションしたミュージシャンは数多く、フィル・コリンズを始め、クインシー・ジョーンズやアニタ・ベイカー、オリヴィア・ニュートン・ジョン、テンプテーションズ、モーリス・ホワイト、ホイットニー・ヒューストン等である。ウィル・ダウニング、ジョナサン・バトラー、ヒュー・マセケラ、チャカ・カーンのようなコンテンポラリー・ジャズのアーティストとも共演し、名を確実に上げていく。なお、ダウニングとは旧知の仲であり、彼との共作アルバム『プレジャーズ・オブ・ザ・ナイト』も発表している。
また、変わったところでは1997年にコナミから発売されたプレイステーションのゲームソフト『悪魔城ドラキュラX 月下の夜想曲（英題：Castlevania: Symphony of the Night）』のエンディング・テーマ「I am the wind」（ボーカルはシンシア・ハレル。作曲及びアレンジはジェフ・ローバー）でもサックスを演奏している。
ソロ活動としては、1987年にアトランティック・レコードより『ジャスト・ビトゥイーン・アス』をリリースしアルバム・デビュー。セッション・ミュージシャンとして活動していく中、コンスタントにアルバムを発表していく。
アルブライトはTVスターとしても活躍し、ビル・クリントン元大統領の就任式時に演奏した栄えある10人のサックス奏者の一人にも選ばれた。
その後、GRPレコードに移籍。『グルーヴォロジィ』 (2002年)、『キックイン・イット・アップ』 (2004年)という2枚のアルバムを残す。
2005年にリッピントンズのリーダーでギタリスト、ラス・フリーマンが主宰するピーク・レコードに移籍し、アルバム『ニュー・ビギニングス』を発表。2008年発表のアルバム『サックス・フォー・スタックス』はスタックス・レコードへのトリビュート・アルバムとなる。
2010年にはヘッズ・アップ・インターナショナルに移籍、アルバム『Pushing the Envolope』を発表した。2012年にはギタリストのノーマン・ブラウンとの共作アルバム『24/7』を発表。

## ディスコグラフィ

### スタジオ・アルバム
- 『ジャスト・ビトゥイーン・アス』 - Just Between Us (1987年、Atlantic/Wea)
- 『バミューダ・ナイツ』 - Bermuda Nights (1988年、Atlantic/Wea)
- 『ドリーム・カム・トゥルー』 - Dream Come True (1990年、Atlantic/Wea)
- 『スムース』 - Smooth (1994年、Atlantic/Wea)
- 『ギヴィング・マイセルフ・トゥ・ユー』 - Giving Myself to You (1995年、Atlantic/Wea)
- 『リヴ・トゥ・ラヴ』 - Live to Love (1997年、Atlantic/Wea)
- 『プレジャーズ・オブ・ザ・ナイト』 - Pleasures of the Night (1998年、Polygram) ※with ウィル・ダウニング
- 『グルーヴォロジィ』 - Groovology (2002年、GRP)
- 『キックイン・イット・アップ』 - Kickin' It Up (2004年、GRP)
- 『ニュー・ビギニングス』 - New Beginnings (2006年、Peak)
- 『サックス・フォー・スタックス』 - Sax for Stax (2008年、Peak)
- Pushing the Envolope (2010年、Heads Up)
- 24/7 (2010年、Concord) ※with ノーマン・ブラウン
- Slam Dunk (2014年、Heads Up)
- G (2016年、Bright Music)
- 『サーティー』 - 30 (2018年、Bright Music)

### ライブ・アルバム
- 『ライヴ・アット・バードランド・ウエスト』 - Live at Birdland West (1991年、Atlantic/Wea)

### コンピレーション・アルバム
- The Very Best of Gerald Albright (2001年、Atlantic/Wea)

### 参加アルバム
- ジェラルド・アルストン : Gerald Alston Sings Sam Cooke (2008年、LST CO)